# Gymnocalycium alboareolatum
Gymnocalycium alboareolatum là một loài thực vật có hoa trong họ Cactaceae. Loài này được Rausch mô tả khoa học đầu tiên năm 1985.